# Saint-Père-sur-Loire
Saint-Père-sur-Loire település Franciaországban, Loiret megyében. Lakosainak száma 1030 fő (2022. január 1.). Saint-Père-sur-Loire Bonnée, Ouzouer-sur-Loire, Saint-Benoît-sur-Loire és Sully-sur-Loire községekkel határos.

## Népesség
A település népessége az elmúlt években az alábbi módon változott:
| Lakosok száma | 660  | 974  | 1043 | 1035 | 998  | 1049 | 1049 | 1031 | 1025 | 1030 |
|               | 1968 | 1982 | 1990 | 2006 | 2013 | 2015 | 2017 | 2019 | 2020 | 2022 |